# Somarriba

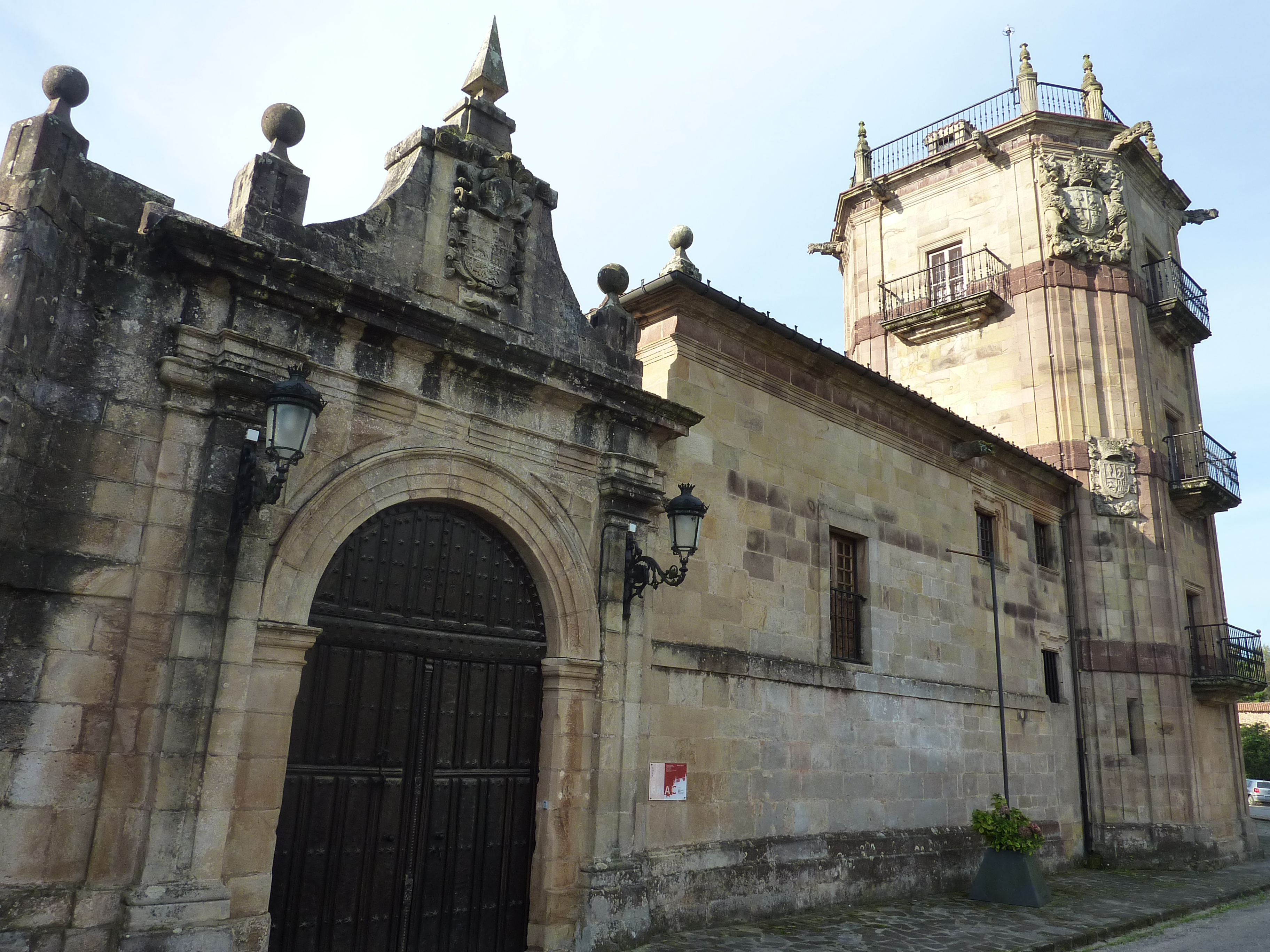
Palacio de Elsedo.

Somarriba es un núcleo de población del municipio de Liérganes (Cantabria, España). En el año 2008 contaba con una población de 99 habitantes (INE). La localidad se encuentra a 90 metros de altitud sobre el nivel del mar, y a 6,3 kilómetros de la capital municipal, Liérganes.
Destaca del lugar el Palacio de Elsedo, edificio del siglo XVIII ahora convertido en museo de arte contemporáneo, y la cruz de Somarriba, que marca el límite occidental de la antigua Merindad de Trasmiera con el territorio de las Asturias de Santillana.
- Datos: Q6131901
- Multimedia: Somarriba / Q6131901